# 尚书第
尚书第是一座明代徽州古民居建筑，位于江西省上饶市婺源县江湾镇理坑村，沿清溪构筑，为明朝隆庆二年（1568年）戊辰科进士、万历年间南京戶部右侍郎、卒赠工部尚书余懋学在家乡婺源理坑所建的府第。紧邻尚书第的是清代早期经营茶业、后担任官员光禄大夫的余启官所建的大夫第。
尚书第总体比较低调朴素。目前已仅存门楼，较为简约，刻有正楷“尚书第”三字，内部已完全改建。
尚书第已列为婺源县文物保护单位。